# Phyllodocides erinensis
Phyllodocides erinensis är en ringmaskart som beskrevs av Ernst Ferdinand Nolte 1938. Phyllodocides erinensis ingår i släktet Phyllodocides och familjen Phyllodocidae. Inga underarter finns listade i Catalogue of Life.